# Asmaa Mahfouz
Asmaa Mahfouz (1 de fevereiro de 1985) é uma ativista egípcia, fundadora do Movimento de Juventude 6 de Abril. A jornalista Mona Eltahawy, entre outros, atribuiu-lhe um importante papel na Revolução Egípcia de 2011, sobretudo na divulgação e apelo através de uma mensagem no seu videoblog uma semana antes do início desse período de revolução. Asmaa Mahfouz é um membro destacado da Coligação da Juventude para a Revolução e um dos líderes da revolução egípcia.
Ainda em 2011, Mahfouz foi detida sob a acusação de difamar os governantes militares egípcios chamando-lhes "conselho de cães". Foi chamada a tribunal militar, o que levou numerosos ativistas, como os candidatos presidenciais Mohamed ElBaradei e Ayman Nour, a protestar por o seu caso estar em sede de justiça militar. Mahfouz foi libertada sob fiança de 20000 libras egípcias, e mais tarde o Conselho Supremo das Forças Armadas retirou as acusações.
Foi galardoada em 2011 com o Prémio Sakharov.